# たけはらケーブルネットワーク
株式会社たけはらケーブルネットワークは、広島県竹原市に2011年4月開局の公設民営方式のケーブルテレビ局である。
竹原市による地域間情報格差の是正のための、地域情報通信基盤整備事業により整備されるケーブルテレビ施設によりサービスを実施している。
伝送路はFTTH方式で、エリアは竹原市内全域をカバー。
- 愛称:タネット　tanet

## 主な放送チャンネル

### 地上波系列別再送信局
| NHK-G   | NHK-E   | NTV        | ANN              | JNN      | TXN | FNS          | JAITS |
| ------- | ------- | ---------- | ---------------- | -------- | --- | ------------ | ----- |
| NHK広島 | NHK広島 | 広島テレビ | 広島ホームテレビ | 中国放送 |     | テレビ新広島 |       |

### テレビ局
| デジタル | 放送局              |
| -------- | ------------------- |
| 011      | NHK広島総合         |
| 021      | NHK広島Eテレ        |
| 031      | 中国放送            |
| 041      | 広島テレビ          |
| 051      | 広島ホームテレビ    |
| 081      | テレビ新広島        |
| 111      | タネットチャンネル1 |
| 121      | タネットチャンネル2 |

- BSデジタル放送・CS放送（スカパー!e2）
  - 市販のチューナーまたはチューナー内蔵テレビで視聴できる。

### ラジオ局
| 周波数（MHz） | 放送局           |
| ------------- | ---------------- |
| 76.4          | HFM              |
| 80.0          | NHK広島ラジオ第1 |
| 81.0          | NHK広島ラジオ第2 |
| 82.0          | RCCラジオ        |
| 84.2          | NHK広島FM        |

## インターネット接続サービス
- 通信速度最大100Mbpsのみで、速度別の利用料制度ではない。